# Xã Beaverton, Michigan
Xã Beaverton (tiếng Anh: Beaverton Township) là một xã thuộc quận Gladwin, tiểu bang Michigan, Hoa Kỳ. Năm 2010, dân số của xã này là 1.964 người.